# 准定期運送用操縦士
准定期運送用操縦士（じゅんていきうんそうようそうじゅうし、英: Multi-crew Pilot Licence、略称: MPL）は、航空従事者国家資格のうちの1つ。国土交通省管轄。航空機を副操縦士として操縦する場合に必要な免許である。
日本国内においては、日本航空または全日本空輸に自社養成パイロットとして入社し、所定の訓練を修了した場合のみ取得できる。それ以外の指定航空従事者養成施設（航空大学校、各私立大学など）では取得できない。
日本では2013年に新設され、日本航空が日本で初めて導入した。2017年以降、当免許を有する副操縦士の乗務が開始している。

## 概要
かつて副操縦士には事業用操縦士(CPL)の免許が必要であったが、それに代わり新設された旅客機の副操縦士専用の免許である。
CPLは本来航空機使用事業等の小さな飛行機の機長に必要な免許であり、大型機の副操縦士には必要のない一人乗り専用の技能に関する事項が多くあった。逆に機長を補佐する操縦者としての技能については特に何の定めもなく、二人以上（機長と副操縦士という一般的な編成）で操縦する大型旅客機の操縦理念や操縦士同士の作業分担については、航空運送事業者ごとの自社養成教育によって補完されてきた。MPLはCPLの資格から本来旅客機の副操縦士として必要のない部分を省き、その代わりに操縦に二人を要する旅客機の副操縦士としての技能教育に特化した免許であり、免許取得のために要する訓練期間はCPLに比べ効率化が可能となる。
航空法上の業務範囲は、航空法により、
1. 機長以外の操縦者として、構造上、その操縦のために二人を要する航空機の操縦を行うこと。
2. 機長以外の操縦者として、特定の方法又は方式により飛行する場合に限りその操縦のために二人を要する航空機であつて当該特定の方法又は方式により飛行するものの操縦を行うこと。

とされている。
航空機の種類は現在飛行機のみで、等級や型式による限定もある。飛行機の准定期運送用操縦士免許には計器飛行や計器飛行方式を行う場合に必要な計器飛行証明の内容が含まれている。
国家試験（実施は国土交通省）には18歳以上の年齢制限のほか、一定の飛行経歴が必要になる。飛行経歴については航空従事者を参照のこと。
身体的条件（健康状態）は自家用操縦士等に比べて基準が高い「第一種航空身体検査証明」が必要である。現役のパイロットであっても航空身体検査をクリアし、継続して航空身体検査証明を取得出来なければ操縦をすることができなくなる。

## 試験科目
- 学科

1. 航空工学
2. 航空気象
3. 空中航法
4. 航空通信（概要）
5. 航空法規　国内・国際（概要）

- 実技

1. 運航知識
2. 飛行前作業
3. 飛行場等の運航
4. 離陸・着陸、緊急時操作・連携、連絡
5. 総合能力等